# لینکلن ویلیج (کالیفرنیا)
لینکلن ویلیج (به انگلیسی: Lincoln Village) یک منطقهٔ مسکونی در ایالات متحده آمریکا است که در شهرستان سن ژواکین، کالیفرنیا واقع شده‌است. لینکلن ویلیج ۱٫۹۰۶ کیلومتر مربع مساحت و ۴٬۳۸۱ نفر جمعیت دارد و ۴ متر بالاتر از سطح دریا واقع شده‌است.